# Porúbka, Humenné
Porúbka este o comună slovacă, aflată în districtul Humenné din regiunea Prešov. Localitatea se află la altitudinea de 289 m deasupra n.m., se întinde pe o suprafață de 4,32 km2 și în 2017 număra 271 de locuitori.

## Istoric
Localitatea Porúbka este atestată documentar din 1451.

## Demografie
| An:                | 1994 | 2004   | 2014   | 2024   |
| ------------------ | ---- | ------ | ------ | ------ |
| Număr de persoane: | 263  | 281    | 268    | 263    |
| Diferență:         |      | +6,84% | −4,62% | −1,86% |

| An:                | 2023 | 2024   |
| ------------------ | ---- | ------ |
| Număr de persoane: | 268  | 263    |
| Diferență:         |      | −1,86% |